# Quận Jackson, Kansas
Quận Jackson là một quận thuộc tiểu bang Kansas, Hoa Kỳ.
Quận này được đặt tên theo. Theo điều tra dân số của Cục điều tra dân số Hoa Kỳ năm 2006, quận có dân số 13.500 người. Quận lỵ đóng ở Holton.6
Quận này cùng với các quận Shawnee, Jefferson, Osage, và Wabaunsee thuộc Khu vực thống kê đô thị Topeka, Kansas có tổng dân số 228.894 người.